# ヒューストン・ストリート
ヒューストン・ローウェル・ストリート（Huston Lowell Street, 1983年8月2日 - ）は、アメリカ合衆国・テキサス州オースティン出身の元プロ野球選手（投手）。右投右打。愛称は「ラリー」。

## 経歴

### プロ入り前
父のジェームズ・ストリートは、テキサス大学オースティン校在学中に野球とアメリカンフットボールの両方で活躍し、特にアメフトでは名クォーターバックとしてチームを1969年に全米王者に導いた選手だった。彼の息子として1983年8月2日に生まれたヒューストンもやがて父と同じ大学に進学、3年間の在学中に抑え投手として通算41セーブを記録し、チームが3年連続でメンズ・カレッジ・ワールドシリーズに出場する原動力となった。2002年、メンズ・カレッジ・ワールドシリーズで優勝し最優秀選手賞を受賞。
2003年7月に開催されたサントドミンゴパンアメリカン競技大会の野球アメリカ合衆国代表に選出された。

### プロ入りとアスレチックス時代
大学屈指のクローザーだったが、体が小さいことが嫌われてどこのチームも獲得に動かなかった。それを見て2004年のドラフト1巡目（全体40位）でオークランド・アスレチックスの指名を受けて入団、その年のうちにA級からAAA級の3つのマイナーリーグで21試合に登板し、被本塁打は0。
2005年に招待選手としてメジャーのスプリングトレーニングに参加する。「ベテラン選手からできる限り知識を吸収して、マイナーで試すつもりだった」ストリートだったが、リリーフ陣に故障者が出たため開幕をメジャーで迎える。4月6日にメジャー初登板。
チームの抑え投手だったオクタビオ・ドーテルも5月21日に故障者リスト入りすると、メジャーデビューから2か月足らずのストリートが代役に抜擢される。これについてもカート・ヤング投手コーチが「実際に、ストリートをあの時点でクローザーに指名するのは予定より早かった」と語っている。ストリートは、自身やチームの予定より早くメジャーでの地位を確立し、5勝1敗23セーブの成績を残し、ローリー・フィンガーズの持つ球団新人セーブ記録を35年ぶりに更新した。シーズン終了後、ストリートはロビンソン・カノ（ニューヨーク・ヤンキース=当時）や井口資仁（シカゴ・ホワイトソックス=当時）らを抑え、クローザーとしてアメリカンリーグ史上リーグ3人目となる新人王を受賞した。
2006年開幕前の3月に開催された第1回ワールド・ベースボール・クラシック（WBC）のアメリカ合衆国代表に選出された。レギュラーシーズンでは、右大胸筋や右股関節を痛めるなど故障に悩まされ、37セーブ（リーグ4位）を記録したもののセーブ失敗11度（両リーグワースト2位）と精彩を欠いた。さらに2007年は右腕痛で2カ月近く投げることができず、復帰後は不安定な投球も9月になって制球が安定し、9月以降の防御率は0点台に抑えている。しかし、登板数・セーブ数ともにこれまでで最低の数字を残した。
2008年も開幕はクローザーを務めたものの前年に続き不調で、後半にはブラッド・ジーグラーにクローザーの座を明け渡すことになった。

### ロッキーズ時代
2008年11月14日、マット・ホリデイとのトレードによりグレッグ・スミス、カルロス・ゴンザレスと共にコロラド・ロッキーズに移籍した。
2009年はマニー・コーパスと開幕からクローザーの座を争うこととなった。一度は彼にクローザーの座を奪われるものの、5月1日にその座を奪い返し、以降は安定した結果を残した。結局シーズンを通して37回のセーブ機会に対し35回セーブを成功させ、61.2イニングで70個の三振を奪った。しかしながら、フィラデルフィア・フィリーズとのディビジョン・シリーズ第4戦にて先に二死をとりながらその後3失点して敗戦投手となるなど、ポストシーズンで苦汁を飲んだ。
2010年の開幕前に彼はロッキーズと3年総額225万ドルで契約延長した。シーズン開始から約2カ月半を肩の故障で離脱するなど苦しいシーズンとなり、25セーブ機会で20回の成功、防御率3.61と精彩を欠いた。しかし、シーズンを通してクローザーとして起用された。
2011年は開幕からクローザーとして8月初旬までに29セーブを記録するなど活躍していたが、8月12日に右上腕三頭筋を痛め故障者リスト入りすると、復帰後はラファエル・ベタンコートの前を投げるセットアップマンとして起用された。終わってみれば、防御率3.86、58.1イニングを投げ55個の三振、四球は9つという内容だった。

### パドレス時代
2011年12月7日、ニック・シュミットとのトレードでサンディエゴ・パドレスに移籍した。
2012年のパドレスは前年までクローザーを務めていたヒース・ベルがマイアミ・マーリンズへ移籍したため、ストリートはクローザーとして起用されることとなった。度重なる故障に悩まされたものの、投手有利の本拠地も味方してか終始好成績を維持し、キャリア初のオールスターにも選出された。そして、7月29日にはチームとの契約を2年延長（2015年はクラブオプション）した。結局、シーズンを通してセーブ失敗は1つだけ、防御率1.85、39イニングを投げて47個の三振を奪い、四球は11個記録した。また、9月25日の試合では通算200セーブを達成した。
2013年は前半戦において苦戦を強いられ、6月23日までに投げた26.1イニングで10被弾を喫するなど不調だったが、そこから9月3日までの20.1イニングを無失点に抑えるなど持ち直し、9月8日にはナショナルリーグ週間最優秀選手に選出された。結局58試合に登板し、35セーブ機会に対して33回セーブに成功、防御率2.70、56.2イニングで46奪三振、14与四球という成績を収めた。
2014年も開幕から好調を維持し、自身2度目となるオールスターに選出された。

### エンゼルス時代
2014年7月19日にテイラー・リンジー、R.J.アルバレス、ホセ・ロンドン、エリオット・モリスとのトレードで、トレバー・ゴットと共にロサンゼルス・エンゼルス・オブ・アナハイムへ移籍した。エンゼルスに移籍するまでは、33試合の登板で24セーブを記録し、防御率は1.09というハイレベルな数値だった。エンゼルス移籍後は多少防御率が悪化したとは言え、依然として2点未満の数値を維持。28試合で17セーブを記録し、2チーム計41セーブを記録。シーズン40セーブ以上を記録したのは、ストリートにとって初めてであった。この年、通算250セーブを達成し、最終的に275まで数字を伸ばした。
2015年5月13日にエンゼルスと総額1800万ドルの2年契約（2018年・1000万ドルの球団オプション付き）を結んだ。この年は62試合に登板し、通算600試合登板を達成した。防御率は3.18と、過去3シーズンと比してやや悪化したが、ア・リーグ2位となる40セーブを記録。通算300セーブを達成し、クローザーの役割をこなした。
2016年は4月に9試合で防御率1.17、1勝5セーブとロケットスタートを切ったが、4月29日に左の斜紋筋を痛めてDL入り。復帰後、徐々に調子を崩していき8月に右膝の手術を受ける為に離脱した。これらの影響もあって26試合の登板に留まり、防御率6.45、3勝2敗9セーブ、WHIP1.93というキャリアワーストのシーズンとなった。
2017年11月3日にFAとなった。

### 現役引退
2018年3月18日に自身のTwitterで現役引退を表明した。

## 選手としての特徴・人物
投球前に舌を出し、左足を前にして斜め後ろにもたれかかるようなフォームが特徴。球種は常時90-93mph（約145km/h - 150km/h）のツーシーム、スライダー、チェンジアップ。
比較的珍しい、技巧派のクローザーとして活躍した。
2005年はルーキーながらスポーツ専門局ESPNに『大リーグ日記』を寄稿した。

## 詳細情報

### 年度別投手成績
| 年 度     | 球 団     | 登 板 | 先 発 | 完 投 | 完 封 | 無 四 球 | 勝 利 | 敗 戦 | セ 丨 ブ | ホ 丨 ル ド | 勝 率 | 打 者 | 投 球 回 | 被 安 打 | 被 本 塁 打 | 与 四 球 | 敬 遠 | 与 死 球 | 奪 三 振 | 暴 投 | ボ 丨 ク | 失 点 | 自 責 点 | 防 御 率 | W H I P |
| --------- | --------- | ----- | ----- | ----- | ----- | -------- | ----- | ----- | -------- | ----------- | ----- | ----- | -------- | -------- | ----------- | -------- | ----- | -------- | -------- | ----- | -------- | ----- | -------- | -------- | ------- |
| 2005      | OAK       | 67    | 0     | 0     | 0     | 0        | 5     | 1     | 23       | 0           | .833  | 306   | 78.1     | 53       | 3           | 26       | 4     | 2        | 72       | 1     | 0        | 17    | 15       | 1.72     | 1.01    |
| 2006      | OAK       | 69    | 0     | 0     | 0     | 0        | 4     | 4     | 37       | 1           | .500  | 290   | 70.2     | 64       | 4           | 13       | 3     | 2        | 67       | 4     | 0        | 28    | 26       | 3.31     | 1.09    |
| 2007      | OAK       | 48    | 0     | 0     | 0     | 0        | 5     | 2     | 16       | 5           | .714  | 199   | 50.0     | 35       | 5           | 12       | 3     | 0        | 63       | 0     | 0        | 20    | 16       | 2.88     | 0.94    |
| 2008      | OAK       | 63    | 0     | 0     | 0     | 0        | 7     | 5     | 18       | 4           | .583  | 287   | 70.0     | 58       | 6           | 27       | 6     | 1        | 69       | 2     | 0        | 29    | 29       | 3.73     | 1.21    |
| 2009      | COL       | 64    | 0     | 0     | 0     | 0        | 4     | 1     | 35       | 2           | .800  | 240   | 61.2     | 43       | 7           | 13       | 4     | 0        | 70       | 0     | 0        | 22    | 21       | 3.06     | 0.91    |
| 2010      | COL       | 44    | 0     | 0     | 0     | 0        | 4     | 4     | 20       | 0           | .500  | 187   | 47.1     | 39       | 5           | 11       | 4     | 2        | 45       | 2     | 1        | 21    | 19       | 3.61     | 1.06    |
| 2011      | COL       | 62    | 0     | 0     | 0     | 0        | 1     | 4     | 29       | 4           | .200  | 239   | 58.1     | 62       | 10          | 9        | 1     | 1        | 55       | 0     | 0        | 28    | 25       | 3.86     | 1.22    |
| 2012      | SD        | 40    | 0     | 0     | 0     | 0        | 2     | 1     | 23       | 0           | .667  | 144   | 39.0     | 17       | 2           | 11       | 1     | 0        | 47       | 1     | 0        | 8     | 8        | 1.85     | 0.72    |
| 2013      | SD        | 58    | 0     | 0     | 0     | 0        | 2     | 5     | 33       | 0           | .286  | 222   | 56.2     | 44       | 12          | 14       | 1     | 0        | 46       | 4     | 0        | 17    | 17       | 2.70     | 1.02    |
| 2014      | SD        | 33    | 0     | 0     | 0     | 0        | 1     | 0     | 24       | 0           | 1.000 | 121   | 33.0     | 18       | 3           | 7        | 0     | 0        | 34       | 0     | 0        | 4     | 4        | 1.09     | 0.76    |
| 2014      | LAA       | 28    | 0     | 0     | 0     | 0        | 1     | 2     | 17       | 0           | .333  | 108   | 26.1     | 24       | 1           | 7        | 3     | 0        | 23       | 0     | 0        | 5     | 5        | 1.71     | 1.18    |
| '14計     | LAA       | 61    | 0     | 0     | 0     | 0        | 2     | 2     | 41       | 0           | .500  | 229   | 59.1     | 42       | 4           | 14       | 3     | 0        | 57       | 0     | 4        | 9     | 9        | 1.37     | 0.94    |
| 2015      | LAA       | 62    | 0     | 0     | 0     | 0        | 3     | 3     | 40       | 0           | .500  | 255   | 62.1     | 52       | 7           | 20       | 5     | 0        | 57       | 6     | 0        | 22    | 22       | 3.18     | 1.16    |
| 2016      | LAA       | 26    | 0     | 0     | 0     | 0        | 3     | 2     | 9        | 0           | .600  | 105   | 22.1     | 31       | 5           | 12       | 2     | 0        | 14       | 0     | 0        | 16    | 16       | 6.45     | 1.93    |
| 2017      | LAA       | 4     | 0     | 0     | 0     | 0        | 0     | 0     | 0        | 0           | .000  | 15    | 4.0      | 2        | 0           | 1        | 0     | 0        | 3        | 0     | 0        | 0     | 0        | 0.00     | 0.75    |
| MLB：13年 | MLB：13年 | 668   | 0     | 0     | 0     | 0        | 42    | 34    | 324      | 16          | .553  | 2718  | 680.0    | 542      | 70          | 183      | 37    | 8        | 665      | 20    | 1        | 237   | 223      | 2.95     | 1.07    |

### 年度別守備成績
| 年 度 | 球 団 | 投手（P） | 投手（P） | 投手（P） | 投手（P） | 投手（P） | 投手（P） |
| 年 度 | 球 団 | 試 合     | 刺 殺     | 補 殺     | 失 策     | 併 殺     | 守 備 率  |
| ----- | ----- | --------- | --------- | --------- | --------- | --------- | --------- |

### 表彰
- 新人王（2005年）

### 記録
- MLBオールスターゲーム選出：2回（2012年、2014年）

### 背番号
- 20（2005年 - 2008年）
- 16（2009年 - 2017年）

### 代表歴
- 2003年パンアメリカン競技大会野球アメリカ合衆国代表
- 2006 ワールド・ベースボール・クラシック・アメリカ合衆国代表